# Pierres runiques vikings

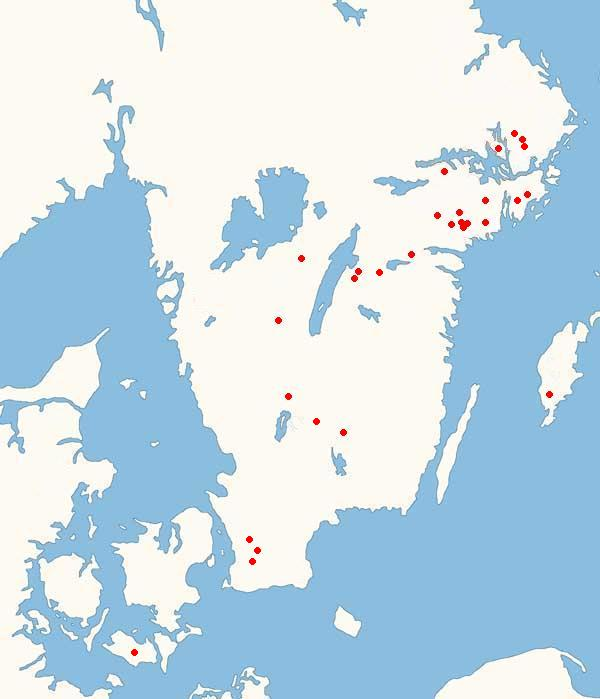
Distribution géographique des pierres runiques vikings.

Les pierres runiques vikings sont des pierres runiques érigées et gravées à la mémoire d'individus ayant participé aux campagnes des Vikings. Elles portent des inscriptions en vieux norrois, dans l'alphabet nouveau futhark.
Les trente pierres qui mentionnent l'Angleterre sont traitées dans l'article pierres runiques d'Angleterre. Celles qui parlent de voyages vers l'Est, l'Empire byzantin et le Moyen-Orient sont traitées dans l'article pierres runiques varangiennes.
La plus notable des pierres runiques vikings est la pierre de Kjula. Elle porte un poème en vieux norrois, dans le mètre fornyrðislag, qui fait référence aux exploits d'un homme appelé « lance » :
| saR vestarla um vaRit hafði, borg um brutna i ok um barða; færð han karsaR kunni allaR. | qui avait été dans l'ouest, naufragé et combattu dans les hameaux. Il connaissait toutes les forteresses du voyage. |

Les codes des pierres sont ceux donnés par le projet Rundata.

## Uppland

### U 349

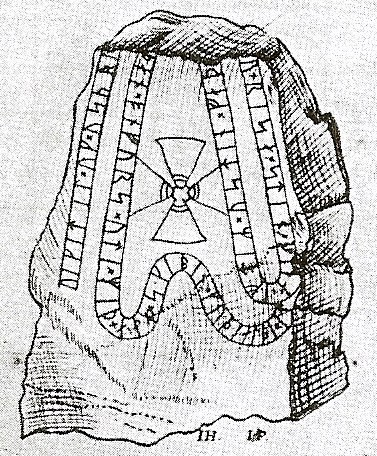
Pierre runique U 349 (dessin du XVIIe siècle).

Cette pierre runique, située à Odenslunda, a été étudiée au XVIIe siècle, mais elle a disparu depuis. Ses gravures sont de style RAK, le plus ancien.
- Translittération latine :

[uikitil × uk × usur -...u × risa × stin × þina * iftiR  × ustin × faþ... ... ...þan × on furs × uti × miþ × ala × skibin × kuþ × ialbi × (a)t]
- Transcription en vieux norrois :

Vikætill ok Ossurr [let]u ræisa stæin þenna æftiR Øystæin, fað[ur] ... [go]ðan. Hann fors uti með alla skipan. Guð hialpi and.
- Traduction française :

« Véketill et Ôzurr ont érigé cette pierre en mémoire d'Eysteinn, ... bon père. Il a péri à l'étranger avec tous les marins. Que Dieu aide (son) esprit. »

### U 363

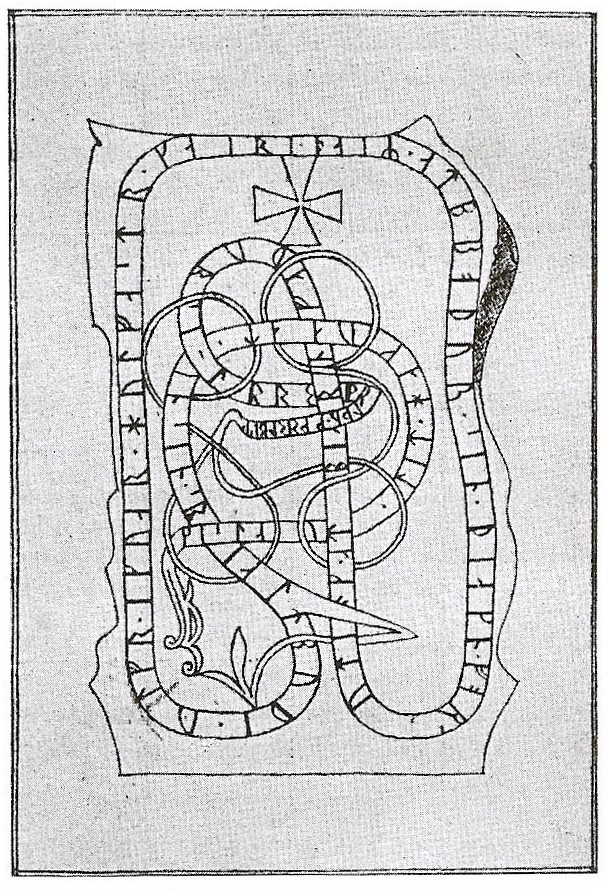
Pierre runique U 363 (dessin du XVIIe siècle).

Cette pierre runique se trouvait à Gådersta, mais elle a disparu. Elle était peut-être dans style Pr4.
- Translittération latine :

[kislauk * lit * hakua * at sun sin * sbialtbuþi * ulfr * ikuar * hulfastr * kairi * þaiR * at broþur * sin * þiakn * fors * uti ok * at biarn faþur sin bro kirþu * ku=þ hialbi silu]
- Transcription en vieux norrois :

Gislaug let haggva at sun sinn, Spiallbuði, UlfR, Ingvarr, Holmfastr, GæiRi, þæiR at broður sinn Þiagn, fors uti, ok at Biorn, faður sinn. Bro gærðu. Guð hialpi salu.
- Traduction française :

« Gíslaug a fait (cette) gravure en mémoire de son fils ; Spjallboði, Ulfr, Ingvarr, Holmfastr, Geiri, ont fait ce pont en mémoire de leur frère Þegn, (qui) a péri à l'étranger, et en mémoire de Bjôrn, leur père. Que Dieu aide (leurs) âmes. »

### U 504

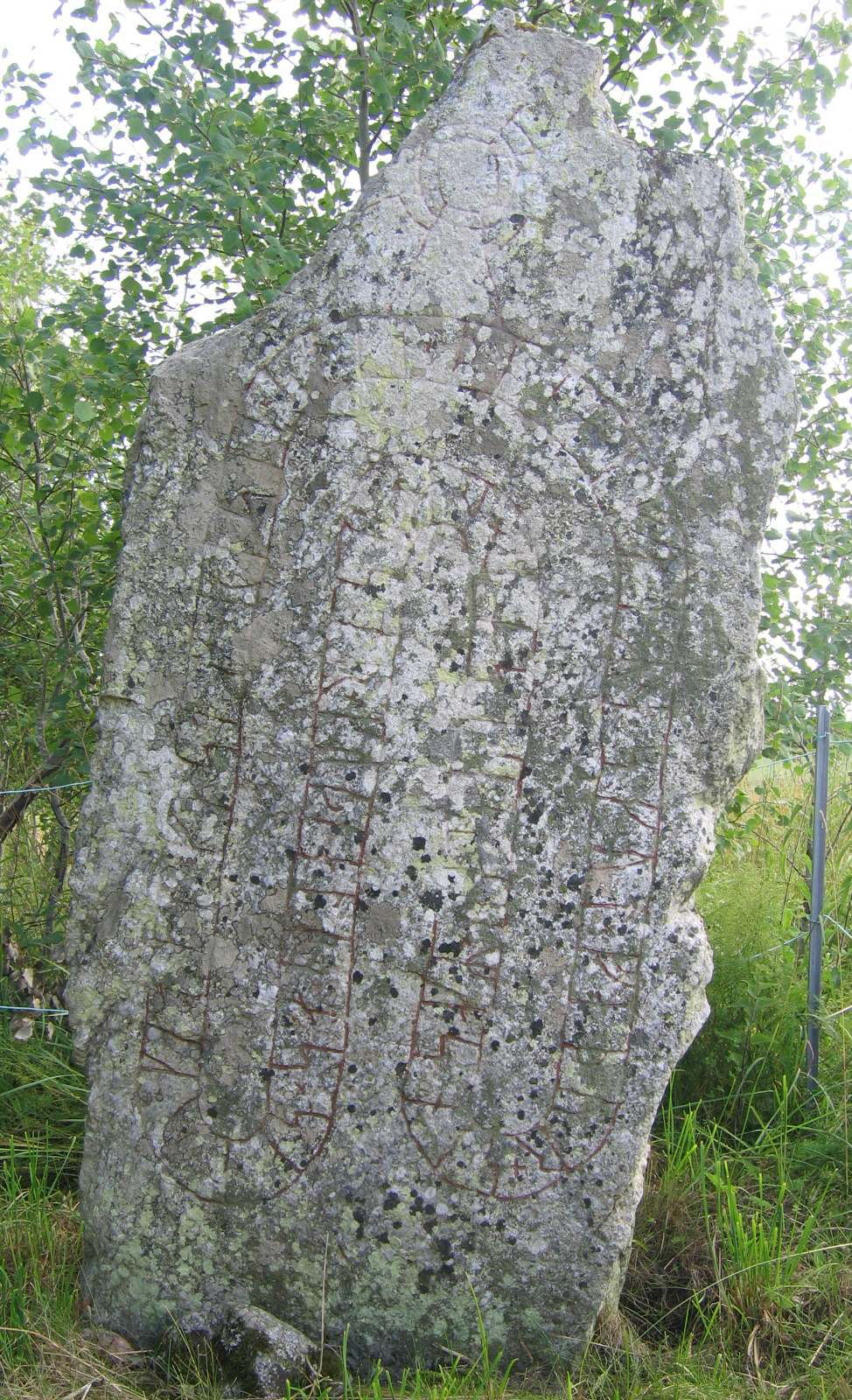
U 504.

Cette pierre porte une inscription du début du style RAK, sans ornementations. Elle est située en Ubby et a été érigée en mémoire d'un père. Cet homme avait participé à des expéditions vikings à l'ouest et à l'est.
- Translittération latine :

+ kitil×fastr × risti × stin + þina × iftiR × askut × faþur + sin × saR × uas × uistr × uk × ustr + kuþ ialbi × as × salu
- Transcription en vieux norrois :

Kætilfastr ræisti stæin þenna æftiR Asgaut, faður sinn. SaR vas vestr ok austr. Guð hialpi hans salu.
- Traduction française :

« Ketilfastr érigea cette pierre en mémoire d'Ásgautr, son père. Il fut à l'ouest et à l'est. Que Dieu aide son âme. »

### U 611

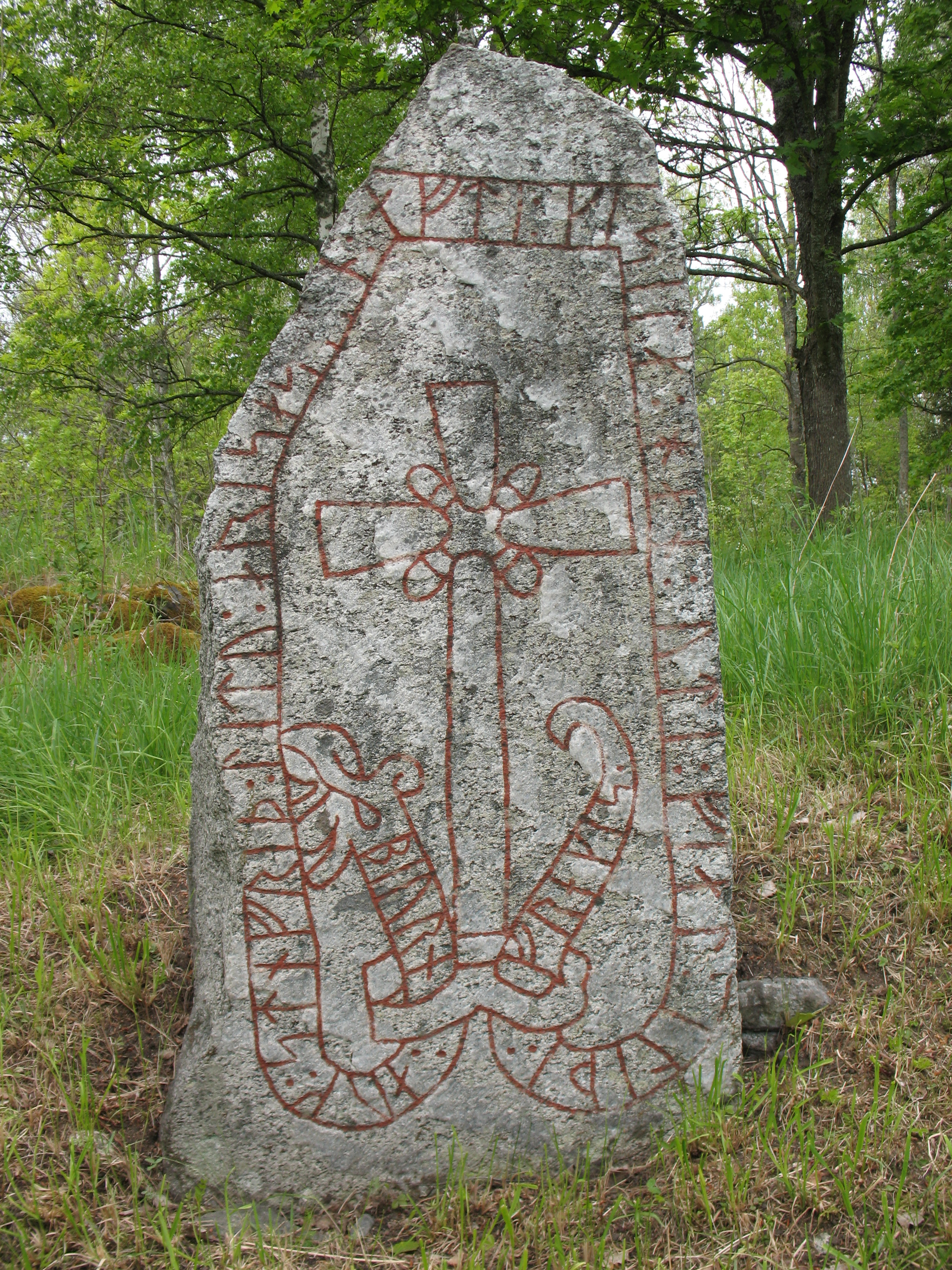
U 611.

Cette pierre runique de style Pr1 est situé à Tibble. Elle semble avoir été érigée en mémoire d'un homme qui est mort au service du chef viking Freygeirr.
- Translittération latine :

biurn : auk : stnfriþ : litu : arisa s--n : afti : kisila : han : uti : fial : i liþi : frekis *
- Transcription en vieux norrois :

Biorn ok Stæinfrið letu ræisa s[tæi]n æftiR Gisla. Hann uti fioll i liði FrøygæiRs(?).
- Traduction française :

« Bjôrn et Steinfríðr ont fait ériger la pierre en mémoire de Gísli. Il est tombé à l'étranger, dans la suite de Freygeirr(?). »

### U 668

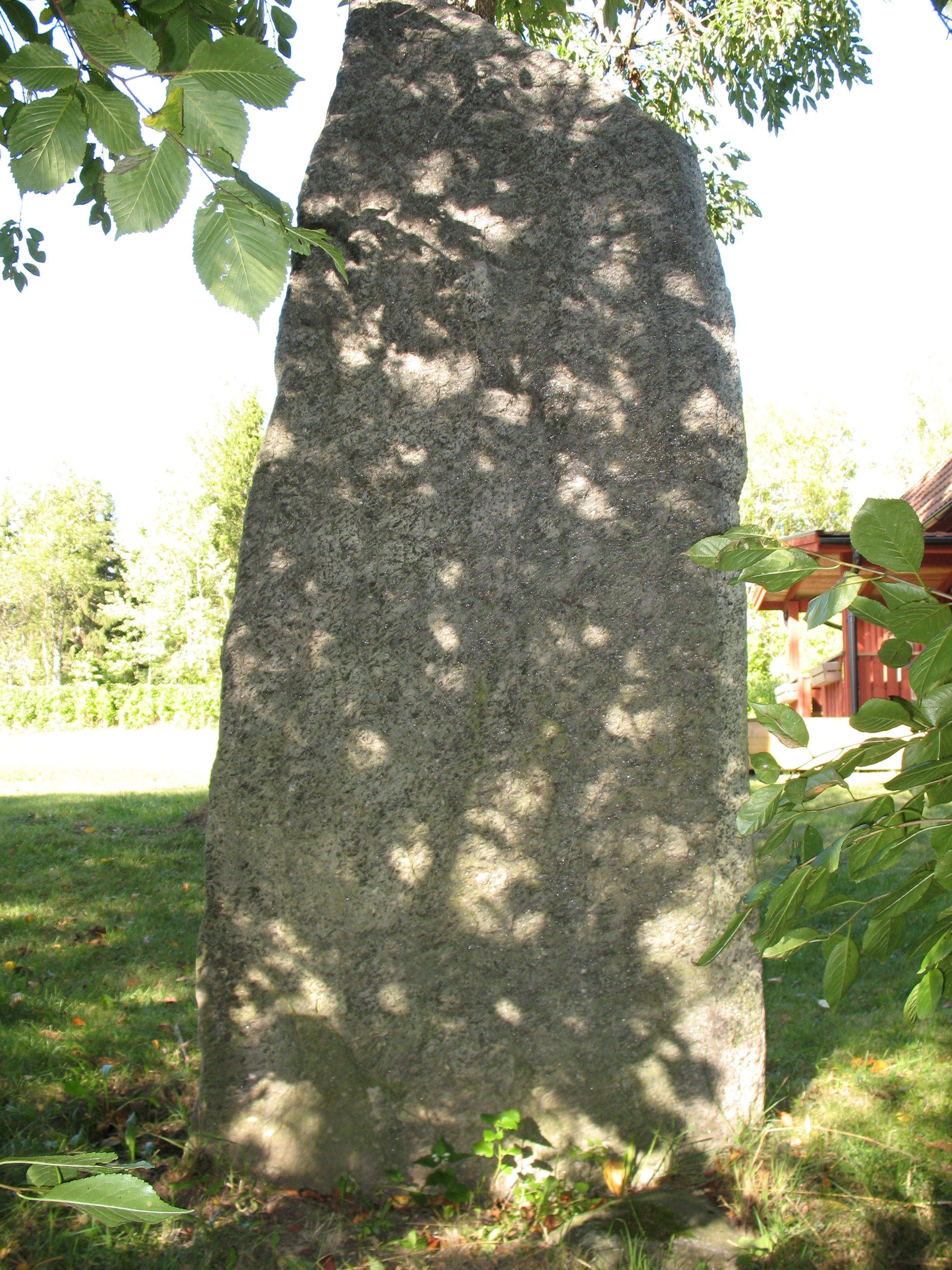
U 668.

Cette pierre runique se trouve à Kålsta. Elle a été découverte au XVIIe siècle par l'un des assistants de  Johannes Bureus dans le mur d'un manoir. Après avoir été perdue pendant plus d'un siècle, ans elle a été redécouverte au milieu du XIXe siècle.
Elle a été érigée à la mémoire de l'un des membres de la garde personnelle des rois anglo-danois, la Þingalið, composée de guerriers d'élite qui venaient, pour la plupart, de Scandinavie. Cette unité d'élite a existé de 1016 à 1066 Une autre pierre runique élevée à la mémoire d'un autre membre de cette unité se trouve dans le Södermanland : la pierre runique anglaise de Råby.
La pierre runique de Kålsta est de style Pr3. Elle n'est pas plus ancienne que le milieu du XIe siècle, ce qui est attesté par l'utilisation de runes pointées et l'utilisation de la rune Ansuz pour le phonème /o/.
- Translittération latine :

' sterkar * auk ' hioruarþr ' letu * reisa * þensa * stein at ' faþur sin keir(a) ' sum ' uestr ' sat ' i þikaliþi * kuþ hialbi salu
- Transcription en vieux norrois :

Stærkarr ok Hiorvarðr letu ræisa þennsa stæin at faður sinn GæiRa, sum vestr sat i þingaliði. Guð hialpi salu.
- Traduction française :

« Styrkárr et Hjôrvarðr ont érigé cette pierre en mémoire de leur père Geiri, qui a siégé à l'Assemblée, dans l'ouest. Que Dieu aide (son) âme. »

## Södermanland

### Sö 14

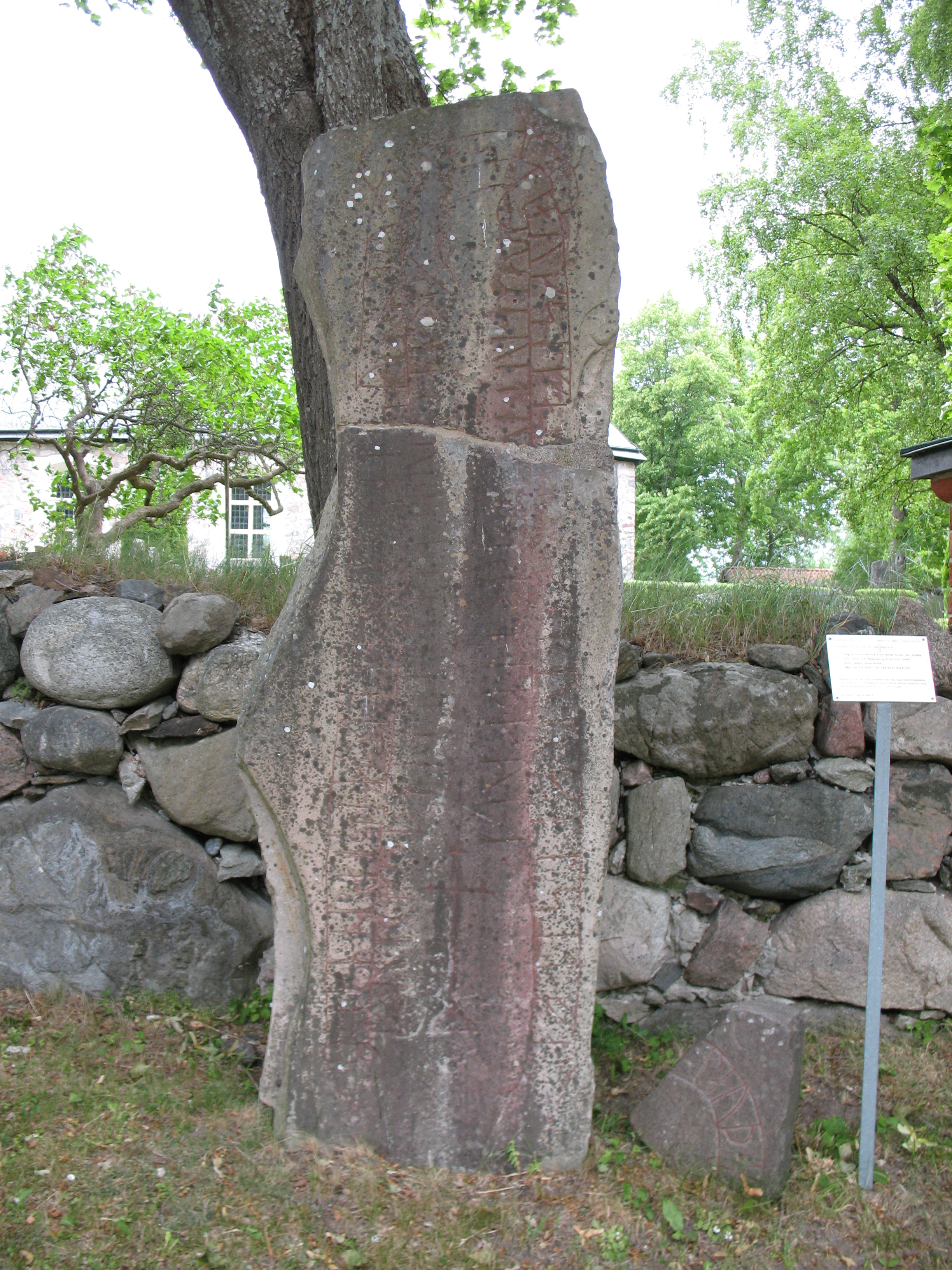
Sö 14.

Cette pierre runique se trouve à l'église de Gåsinge. De style Fp, elle a été érigée par la femme et la mère de l'homme dont elle commémore le décès. Celui-ci a participé à une expédition vers l'ouest, probablement avec Cnut le Grand.
- Translittération latine :

'rakna * raisti * stain * þansi * at * suin * buta * sit * auk * sifa * auk * r-knburk * at * sit * faþur * kuþ * hil[b]i * at * [hat]s * uit * iak * þet * uaR * sui- * uestr * miþ * kuti
- Transcription en vieux norrois :

Ragna ræisti stæin þannsi at Svæin, bonda sinn, ok Sæfa ok R[a]gnborg at sinn faður. Guð hialpi and hans. Væit iak, þæt vaR Svæi[nn] vestr með Gauti/Knuti.
- Traduction française :

« Ragna a érigé cette pierre en mémoire de Sveinn, son mari, et Sæfa et Ragnbjôrg en mémoire de leur père. Que Dieu aide son esprit. Je sais que Sveinn était dans l'ouest avec Gautr/Knútr. »

### Sö 53

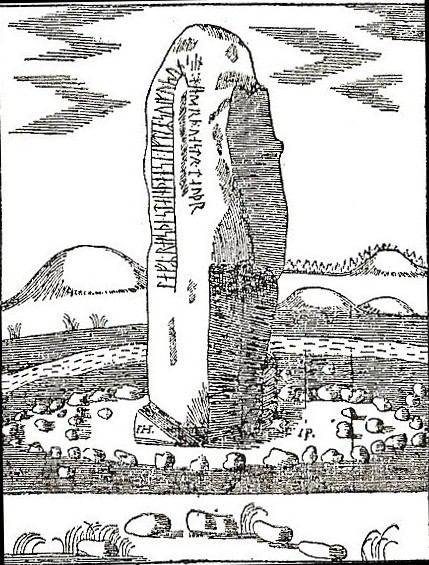
Sö 53 (croquis de Johan Peringskiöld, XVIIe siècle).

Cette pierre runique a aujourd'hui disparu, mais elle était située à Valstad. Elle était probablement dans le style RAK et a été érigée en mémoire d'un fils mort dans l'Ouest.
- Translittération latine :

'[lafR * raisþi * stain * þansi : iftiR * sulfu * sun sin : han uarþ : uastr * tauþr]
- Transcription en vieux norrois :

OlafR ræisþi stæin þannsi æftiR Sylfu/Solfu, sun sinn. Hann varð vestr dauðr.
- Traduction française :

« Ólafr a érigé cette pierre en mémoire de Sylfa/Solfa, son fils. Il est mort dans l'ouest. »

### Sö 62

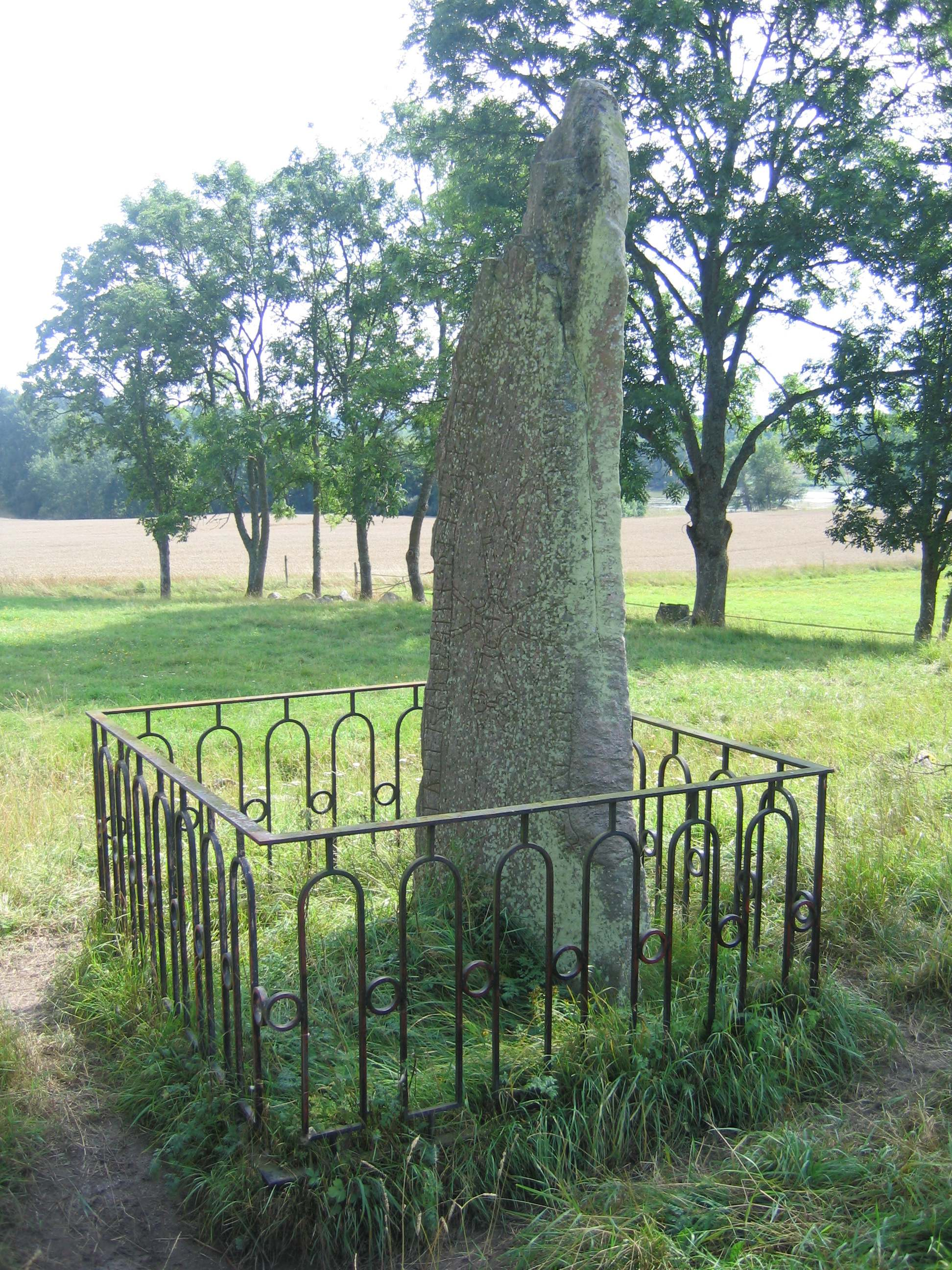
Sö 62.

Cette pierre runique, de style Pr1, se trouve à Hässlö, aujourd'hui Hässle. Elle a été érigée en mémoire d'un fils qui est mort sur la route de l'Ouest.
- Translittération latine :

'kuni : rasti stan : þansi : a ragna : sun san : kuþan : i uak : uaþ : taþR uastr
- Transcription en vieux norrois :

Gunni ræisti stæin þannsi at Ragna, sun sinn goðan, i veg varð dauðr vestr
- Traduction française :

« Gunni a érigé cette pierre en mémoire de Ragni, son bon fils ; (il) est mort sur la route de l'Ouest. »

### Sö 106

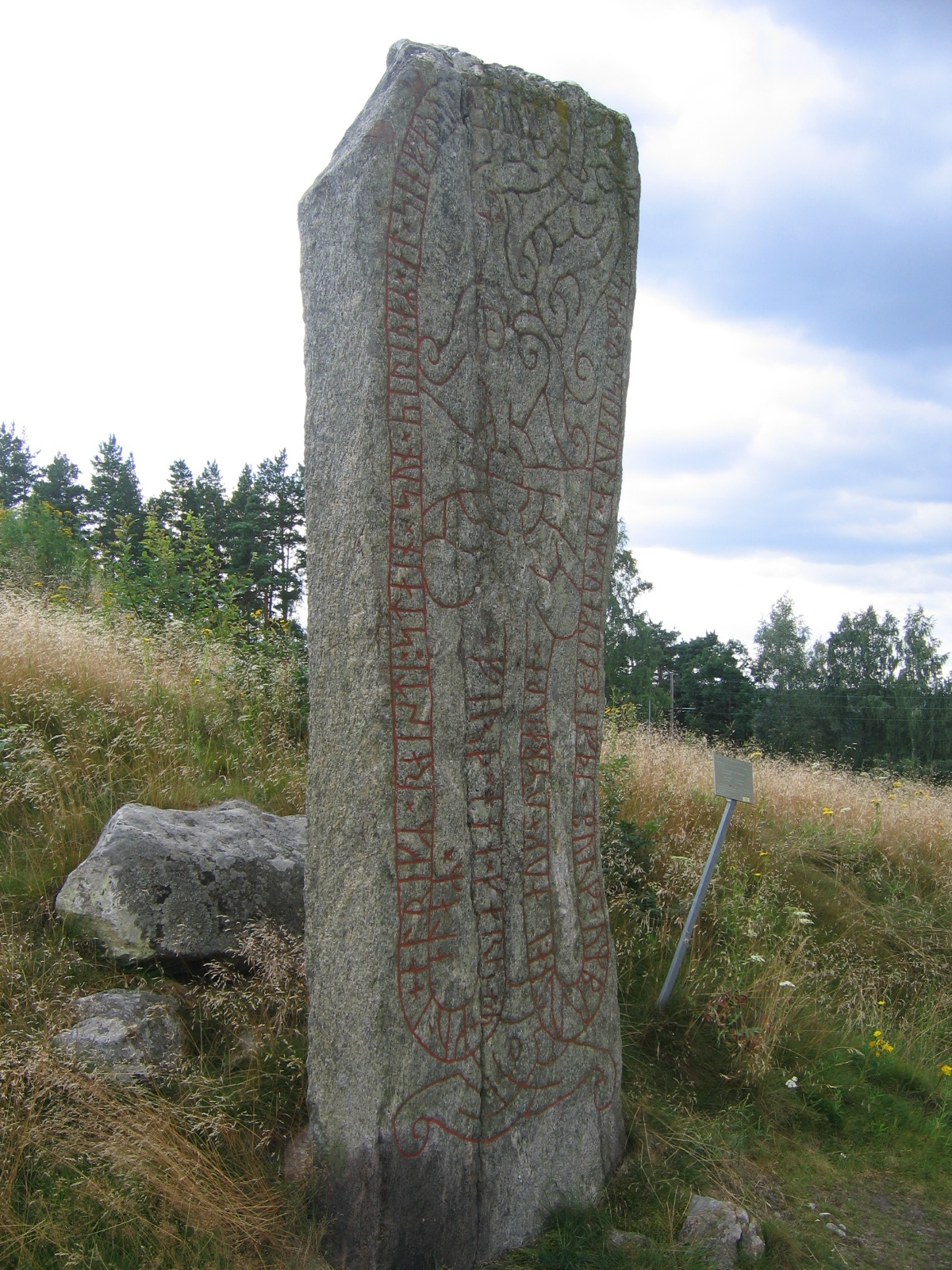
Sö 106.

La pierre runique Kjula est une pierre runique célèbre de style Pr1, située à Kjula près de l'ancienne route entre Eskilstuna et Strängnäs. C'était l'emplacement pour l'assemblée locale.
Elle raconte l'histoire d'un homme appelé Spjót (« lance ») qui a pris part à la guerre en Europe occidentale. Elle est considérée comme ayant été érigée par la même famille aristocratique que celle à l'origine de la gravure de Ramsund, à proximité et la pierre de Bro en Uppland.
Plusieurs autorités scandinaves tels que Sophus Bugge, Erik Brate et Elias Wessén ont discuté de la pierre runique et de l'ampleur de la guerre à laquelle Spjót aurait pu participer. Spjót, qui signifie « lance », est un nom unique et peut avoir été gagné au combat.
- Translittération latine :

'alrikR ¤ raisti ¤ stain × sun × siriþaR × at × sin faþur × sbiut ×× saR × uisitaula × um × uaRit : hafþi × burg × um brutna : i : auk × um barþa +× firþ × han × kar(s)aR + kuni + alaR × 
- Transcription en vieux norrois :

AlrikR ræisti stæin, sunn SigriðaR, at sinn faður Spiut, saR vestarla um vaRit hafði, borg um brutna i ok um barða, færð hann karsaR kunni allaR.
- Traduction française :

« Alríkr, fils de Sigríðr, érigea cette pierre en mémoire de son père Spjót, qui alla dans l'ouest, effondré et combattu. Il connaissait toutes les forteresses de voyages. »

### Sö 137

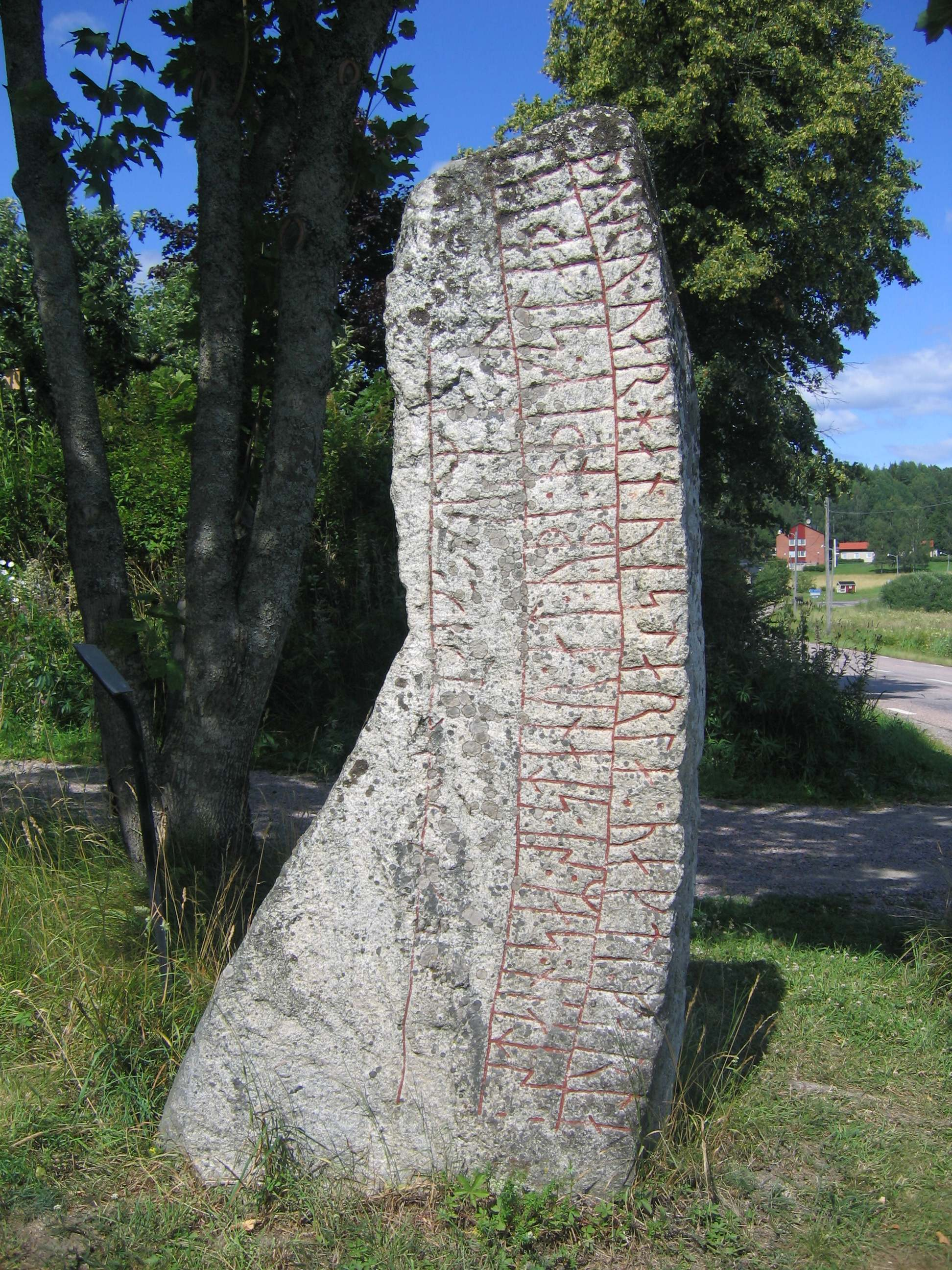
Face B de Sö 137.

C'est l'une des pierres runiques d'Aspa de style RAK. Elle a été gravée de runes scandinaves et deux runes simplifiées. Dans la dernière ligne, tous les mots sauf le dernier ont été écrits en runes simplifiées.
- Translittération latine :
  - A þura : raisþi : stin : þ--si at : ubi : buanti : sin
  - B : stain : saR:si : stanr : at : ybi : o þik*staþi : at ¶ : þuru : uar : han : uestarla : uakti : karla ¶ [sa þar] * sunr þaþ * raknasuatau(k)i(f)maR[sua]
- Transcription en vieux norrois :
  - A Þora ræisþi stæin þ[ann]si at Øpi, boanda sinn.
  - B Stæinn saRsi standr at Øpi a þingstaði at Þoru ver. Hann vestarla væknti(?) karla, sa þaR sunR það. ...
- Traduction française :
  - A « Þóra a érigé cette pierre en mémoire d'Œpir, son mari. »
  - B « Cette pierre se dresse en mémoire d'Œpir, sur la place de l'Assemblée en mémoire du mari de Þóra. Il arma(?) (ses) hommes dans l'ouest. Le fils vit cela ici[15]... »

### Sö 159

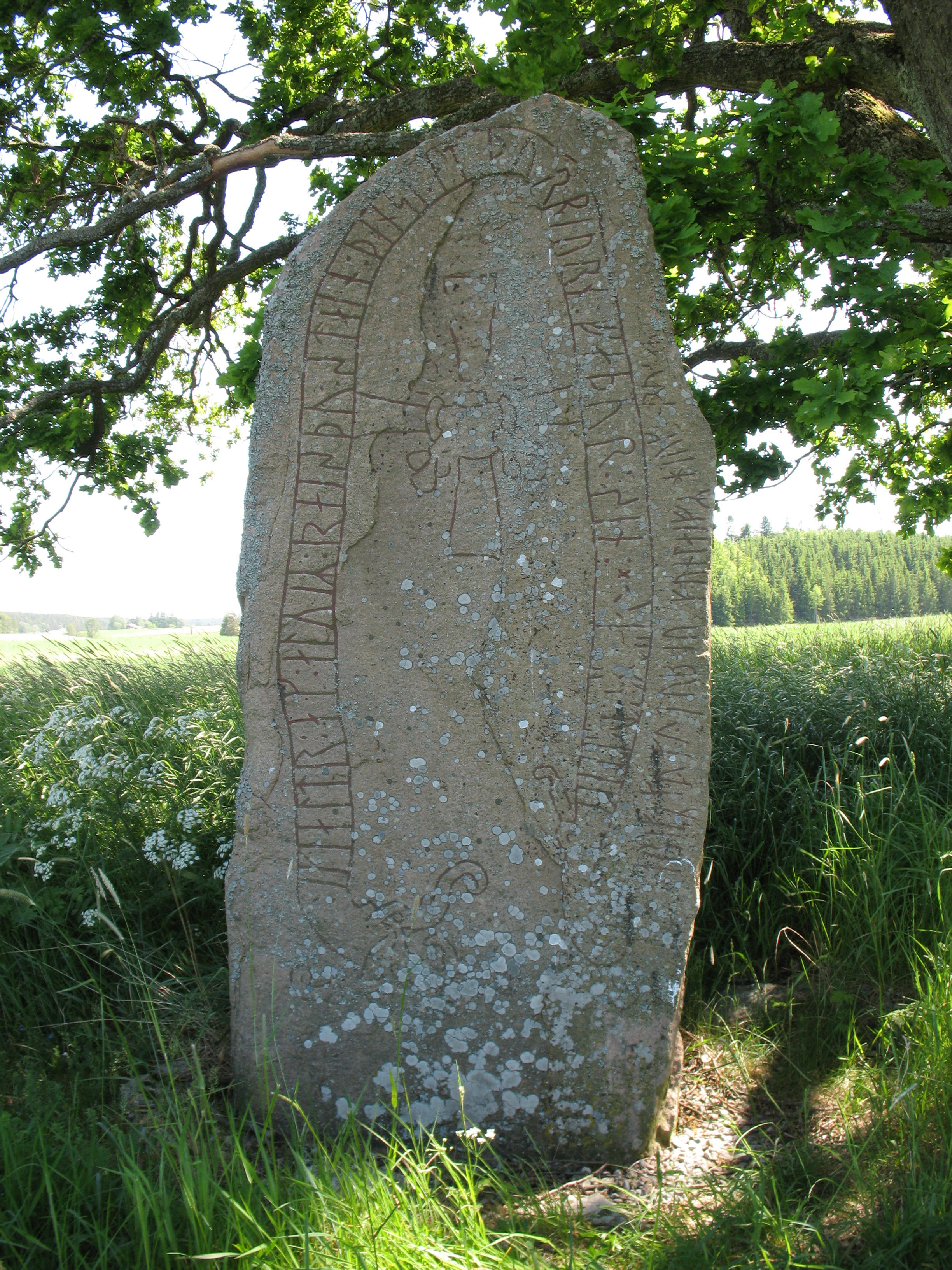
Sö 159.

Cette pierre runique est provisoirement classée dans le style RAK, et se trouve à Österberga. Elle possède à la fois des runes scandinaves et des runes simplifiées.  Elle a été érigée en mémoire d'un père qui avait été dans l'Ouest pendant une longue période.
- Translittération latine :

: ikialtr : ak : aluiR : raisþu : stain : þansi : at : þurbiurn : faþur : sin : han uaistr hafR uf uaRit leki rorikR * kumytr biu * kunlaifR hiuku runaR
- Transcription en vieux norrois :

Ingialdr ok AlveR/ØlveR ræisþu stæin þannsi at Þorbiorn, faður sinn. Hann vestr hafR of vaRit længi. HrøRikR(?), Guðmundr, <biu>, GunnlæifR hiuggu runaR.
- Traduction française :

« Ingjaldr et Ôlvir ont érigé cette pierre en mémoire de Þorbjôrn, leur père. Il fut longtemps dans l'ouest. Hrœríkr(?), Guðmundr, <biu> (et) Gunnleifr ont gravé les runes. »

### Sö 164

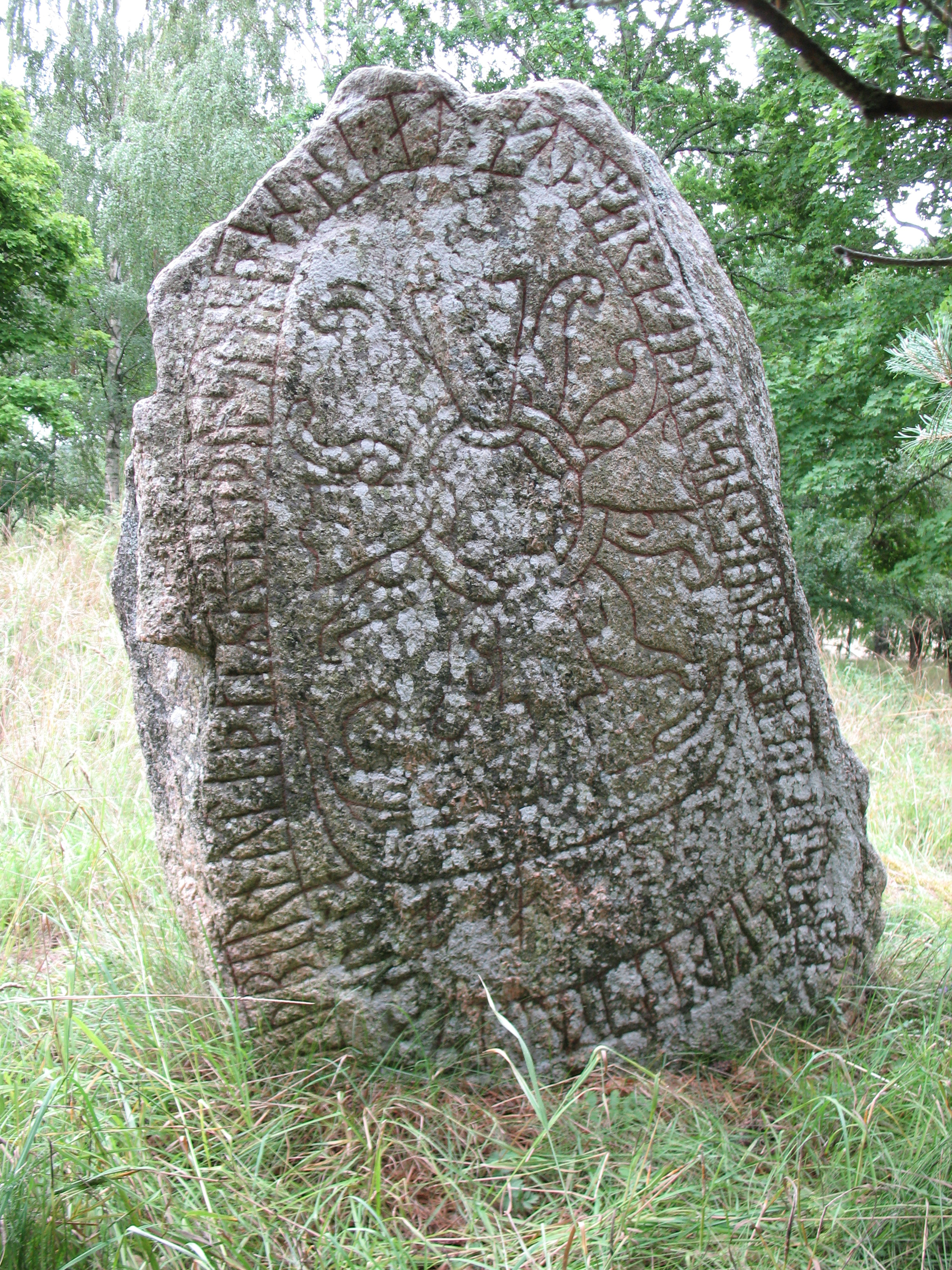
Sö 164.

Cette pierre runique se trouve à Spånga et comporte non seulement des runes à longues branches, mais aussi des runes cryptées composées à la fois de runes raccourcies et des runes simplifiées. L'ornementation représente un navire dont le mât est une croix stylisée. Elle est la seule pierre runique dont le texte et l'iconographie fassent référence à un navire. Elle fut érigée à la mémoire d'un homme qui prit part à une expédition à l'ouest où il a été enterré, et renvoie à lui héroïquement en vers allitératifs ou en prose. Cette pierre runique est attribuée à un dénommé Traen, maître des runes.
- Translittération latine :

kuþbirn : uti : þaiR r(a)isþu : stan þansi : at : kuþmar : f(a)þur : sin : stuþ : triki:l(a) : i * stafn skibi : likR  uistarla uf huln sar tu :
- Transcription en vieux norrois :

Guðbiorn, Oddi, þæiR ræisþu stæin þannsi at Guðmar, faður sinn. Stoð drængila i stafn skipi, liggR vestarla of hulinn(?), saR do.
- Traduction française :

« Guðbjôrn (et) Oddi, ont érigé cette pierre en mémoire de Guðmarr, leur père. Celui qui est mort était un vaillant membre d'équipage d'un navire ; il est (maintenant) inhumé dans l'ouest. »